# Tanca, reixa i torrassa de la desapareguda Casa Pedraza
La Tanca, reixa i torrassa de la desapareguda Casa Pedraza és una obra eclèctica de Puigcerdà (Baixa Cerdanya) inclosa a l'Inventari del Patrimoni Arquitectònic de Catalunya.

## Descripció
Interessant tanca i porta de ferro que té una continuïtat amb una tanca d'obra arrebossada. En l'angle de la cantonada s'hi troba un torratxa circular de maçoneria, arrebossat, la part alta del qual és de forma octogonal amb coberta de pissarra de construcció posterior.
Aquesta torratxa es troba desplaçada del seu lloc original i està al mig de la plaça, a la confluència del Passeig de Rigolisa, Camí d'Ur, Passeig del Tor, Passeig de la Séquia, Passeig Pere Borrell i Via Ceretana.

## Història
Aquesta tanca corresponia a una antiga residència. Els darrers habitants foren la família Pedraza.